# أنتوني لورانس (لاعب كرة سلة)
أنتوني لورانس (بالإنجليزية: Anthony Lawrence) هو لاعب كرة سلة أمريكي، ولد في 1996. لعب مع Miami Hurricanes ‏.

## روابط خارجية
- أنتوني لورانس على موقع دوري كرة السلة الياباني للمحترفين (اليابانية)
- أنتوني لورانس على موقع الدوري التايواني الممتاز لكرة السلة (الصينية)
- أنتوني لورانس على موقع سبورتس رفرنس (الإنجليزية)
- أنتوني لورانس على موقع كرة السلة الأوروبية.كوم (الإنجليزية)
- أنتوني لورانس على موقع كلية كرة السلة في سبورتس رفرنس.كوم (الإنجليزية)
- أنتوني لورانس على موقع ريلجم (الإنجليزية)
- أنتوني لورانس على موقع بروبوليرز (الإنجليزية)
- أنتوني لورانس على موقع سبورتس رفرنس (الإنجليزية)